# Pingdwendé Gilbert Ouedraogo
Pingdwendé Gilbert Ouedraogo né le 2 février 1981 à Zabré, est un homme politique Burkinabè. 
Il est le Ministre de la communication, de la culture, des arts et du tourisme dans le gouvernement dirigé par Jean-Emmanuel Ouédraogo. Il a été nommé le dimanche 8 décembre 2024.

## Biographie

### Enfance & Etudes
Gilbert Ouédraogo naît à Zabré dans la région du Centre-Est du Burkina Faso. Il fréquente l’école primaire jusqu’au secondaire ou il obtient le baccalauréat en 2000 au lycée Rialé de Tenkodogo. Gilbert passe et réussit le test d'entrée du département du département de communication et journalisme de l'Université de Ouagadougou (actuelle Université Joseph Ki-Zerbo). Il obtient la licence en 2003 et la maitrise en 2004. En 2006, il fait un TOEFL (Test of English as a Foreign Language) au centre américain de langue de Ouagadougou, puis en 2019, un master of business administration (MBA).

## Carrière Professionnelle
Avant d’être nommé Ministre de la communication, de la culture, des arts et du tourisme,,, Gilbert occupait le poste de directeur de la communication et des relations presse de la présidence du Faso. Il a été également le directeur de l’information et de la communication de la Chambre de commerce et d’industrie du Burkina Faso. 
De juin 2016 à novembre 2018, il a été consultant auprès de l’Antenne nationale de la BRVM au Burkina Faso pour l’organisation des deux éditions des Journées d’information sur la BRVM (JBRVM) en assumant entre autres les rôles de facilitateur pour la mise en œuvre du plan de communication, responsable de la mobilisation et du suivi des médias, consultant associé pour l’organisation pratique, maître de cérémonie à l’ouverture officielle des deux éditions, modérateur de l’atelier dédié aux médias sur: « L’importance de la communication financière » au JBRVM de 2018. Expert-consultant, il a été membre du comité d’organisation de la 2ème édition du symposium international sur le transport et la logistique en Afrique (TRANSLOG 2010), Responsable du volet communication.
En 2006, Gilbert est responsable de la communication événementielle à l’occasion de la tournée de la Croix des JMJ au Burkina Faso ou il fait des propositions d’actions de communication, de réalisation d’un spot télévisuel, d’organisation de conférences de presse, etc.)

## Co-Publication
- « 1948- 2018 : le parcours d’un leader du développement économique burkinabè », le livre blanc de la Chambre de Commerce et d’Industrie du Burkina Faso publié en septembre 2018 à l’occasion du 70-me anniversaire de l’Institution ;

- « Paul BALKOUMA, un pharmacien aux commandes du monde économique du Burkina Faso. Rêves et réalisations »,

- « Emmanuel ZOMA, le premier voltaïque à la tête de la Chambre de Commerce, d’Agriculture et d’Industrie de la Haute-Volta, 1981 à 1983 », en cours d’édition

## Distinctions honorifiques
- 2022 - Chevalier de l’Ordre de Mérite Burkinabè
- 2023 - Chevalier de l’Ordre de l’Etalon